# 살아있는 그날까지
"살아있는 그날까지"는 한국에서 제작된 이만희 감독의 1962년 영화이다. 김진규 등이 주연으로 출연하였고 원선 등이 제작에 참여하였다.

## 출연

### 주연
- 김진규
- 조미령
- 전영선

## 기타
- 조명: 장기종
- 미술: 홍성칠